# Chatroulette
Chatroulette је веб-сајт за ћаскање који насумично упарује два корисника за разговор преко видео-камере. Посетиоци веб-сајта започињу онлајн ћаскање (аудио и видео) са другим посетиоцем, а у било ком тренутку, било који корисник може напустити тренутно ћаскање и започети друго.
У фебруару 2010, неколико месеци након оснивања веб-сајта, око 35.000 људи је било на сајту у сваком тренутку. Почетком марта, творац Андреј Терновски је проценио да сајт има око 1,5 милиона корисника. Након промена уведених у пролеће 2020. и почетком пандемије ковида 19, број корисника се више него удвостручио између 2019. и 2020.